# صناعة السكك الحديدية الإيرانية
بدأت صناعة معدات السكك الحديدية الإيرانية نشاطها مع إنتاج عربة بارس 2009م، وقد تم إنتاجها من قبل شركة تصنيع القطارات واغون فارس في عام 1985، حيث يتم تطوير السكك الحديدية بدعم من الحكومة الإيرانية وتشكل جزءاً من خطة الإصلاح الإقتصادي الإيراني.

## التاريخ
تأسست شركة إيران خودرو لصناعة النقل بالسكك الحديدية (إريكو) في عام 2003م لإنتاج سيارات الركوب، وتم تأسيس شركة مابنا لقطارات الهندسة والتصنيع في عام 2006 لتصنيع القاطرات.
في مارس 2011، تم كشف النقاب عن أول قاطرات ديزل بمحرك ديزل إيراني. ومن المتوقع أن تكون الشركة الإيرانية لصناعة الديزل الثقيلة (المعروفة أيضا باسم ديسا) قاطرة تعمل بالديزل، أن تنتج بكثافة لشبكة السكك الحديدية الإيرانية.
في يوليو 2012م، تم افتتاح مصنع مابنا لقطارات الهندسة والتصنيع. ومن المتوقع أن يصنع المصنع 120 قاطرة - بسرعة قصوى تبلغ 160 كيلومتراً في الساعة - كل عام.

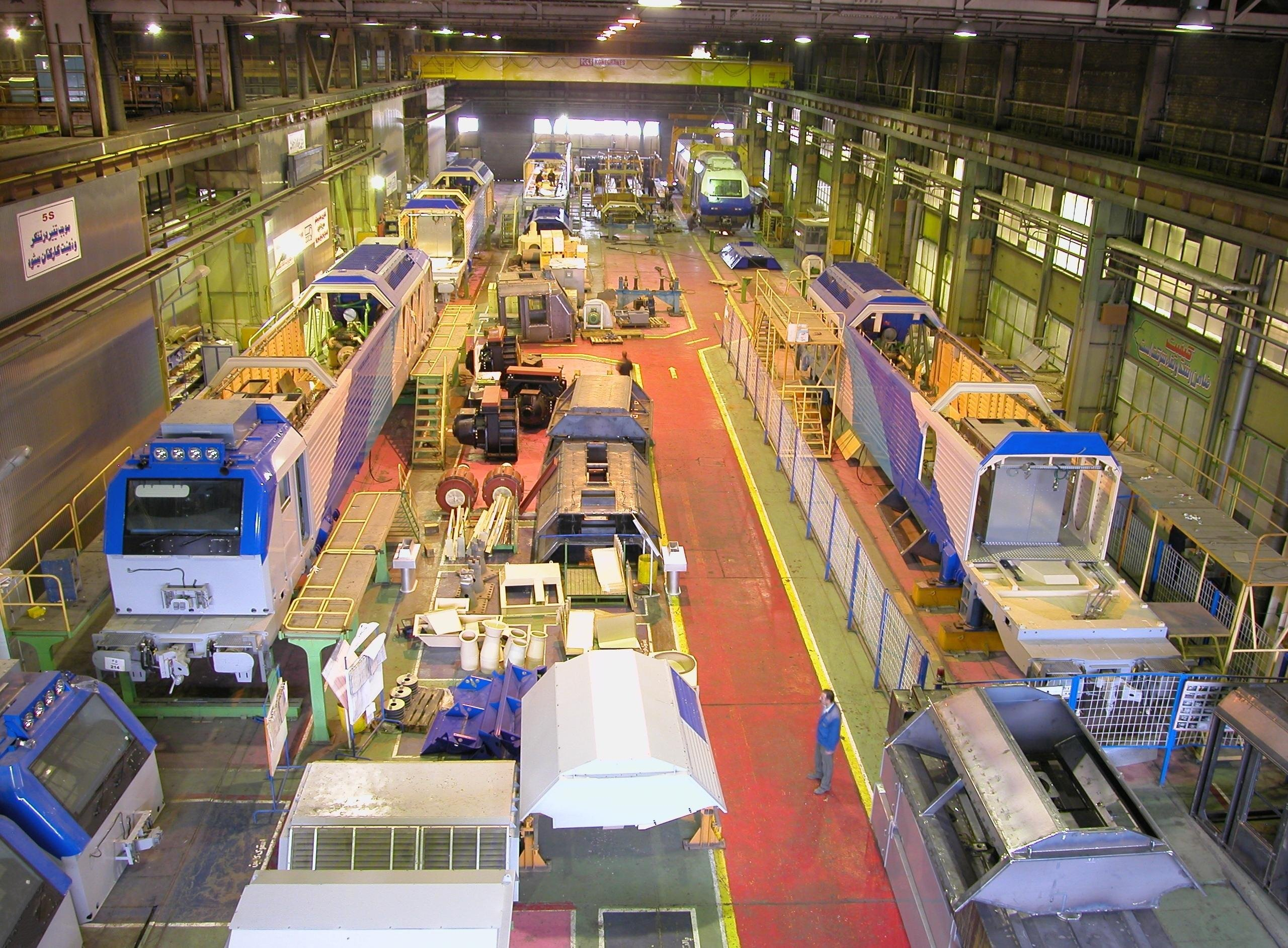
شركة تصنيع سكك الحديد الإيرانية، واغون فارس فی اراک

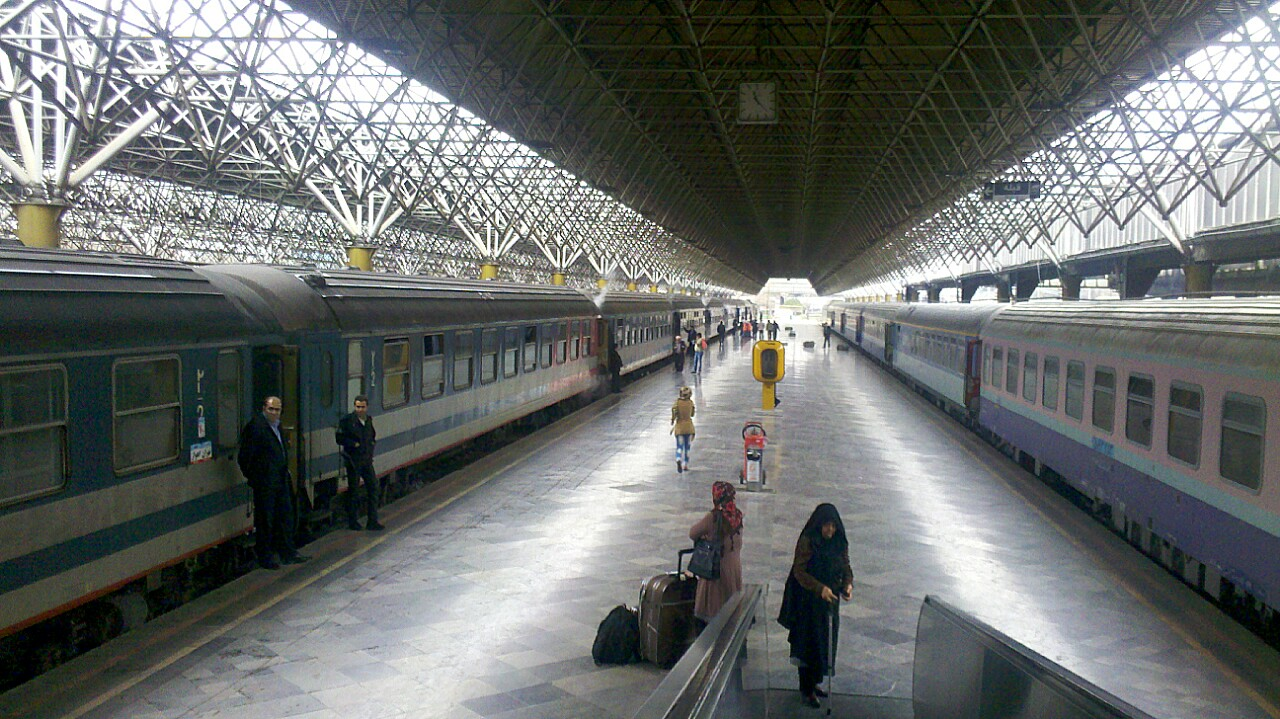
مترو طهران

## شركات السكك الحديدية الإيرانية
▪تأسست شركة أصفهان للصلب (المعروفة أيضاً باسم زوب أهان) عام 1994م، لإنتاج السكك الحديدية، U33.
▪الشركة الإيرانية لصناعة الديزل الثقيلة (المعروفة أيضاً باسم ديسا) - التي أُنشِئَت في عام 1991، وتصنع محركات الديزل.
▪إيران خودرو وهي شركة صناعات النقل بالسكك الحديدية - أُنشِئَت عام 2003، وتقوم بتصنيع مخزون الركاب المتداول.
▪شركة تنمية صناعات السكك الحديدية الإيرانية - مفاتيح.
▪جالا باردازان ألفاند - تصمم وتصنع الأجزاء الصناعية في صناعات السكك الحديدية والسيارات.
▪ماهاران - الإشارات.
▪تام، لوكوموتيف، أريا.
▪مابنا شركة قاطرة الهندسة والتصنيع - أنشئت عام 2006، لتصنيع القاطرات.
▪بولور صبز -لصناعة عربات الركاب.
▪شركة طهران عربة التصنيع - عربة سازي طهران.
▪واغون فارس - أُنشِئَت عام 1974، لتصنيع العربات، وسيارات الركاب، ووحدات متعددة الديزل والقاطرات.